# 张冲 (1887年)
张冲（1887年—1937年），字亚光，四川万县凉水乡人。为清末四川选送留日幼童之一。毕业于日本海军学校，曾加入同盟会。1911年辛亥革命爆发后回国，从军于沪军都督陈其美部。同年升任海军陆战队长。1912年，熊克武奉孙中山之命，组织蜀军回川，张冲随之出任蜀军营长、军械处长。後袁世凯的四川亲信及滇、黔、陕、甘、鄂五省援军合击熊部。熊不支，率张冲等逃到日本。1915年，张冲随熊克武、蔡锷返回四川。1918年孙中山任命熊克武为四川督军，张冲任督军署副官长兼警卫团长，不久升任第二混成旅旅长，该旅的第一团团长為刘伯承。1923年，刘湘、杨森等受北洋军阀吴佩孚之命，合击熊克武。熊再度放弃重庆，分3路进攻成都，张旅负责中路进攻，攻打川西各县及成都，孙中山特从广东寄来亲笔信嘉勉张冲，并手令升张冲为第三师师长(未就职)。不久，张旅内部发生兵变，所属8个营的官兵离他而去，张势力削弱，导致熊军败北，再次被迫退出四川，撤至贵州及湖南西北。熊到黔、湘后，集聚川、滇、黔三省革命力量，组成建国联军。1924年11月，孙中山北上，临行前，用密信命熊克武“将所部集中武汉一带，相机行事”。1925年1月，熊部欲攻武汉。3月12日，孙中山病逝北京，进攻武汉计划落空。此时，湖南省长赵恒惕倒向北方，以武力驱熊。熊军3万人到达广东时，广州國民政府大权已落入蒋介石、汪精卫之手，熊克武及随从等6人被蒋介石秘密逮捕、囚禁，部队悉被改编。张冲因先期被熊克武派赴孙中山处汇报战况及西南各省政局，遂被孙中山派往东江等地联络陈炯明、胡景翼援助北伐，未遭囚禁。但他在北方及四川已无立足之地，遂逃亡上海，后去广州定居。先后在陈济棠、李宗仁部任职，官至中将。
1937年“七七事变”爆发，全国抗战。张冲携家小回川。刘湘曾任命他为川康绥靖公署中将，未出任。因在旅途患病，回万县后医治无效，于同年8月20日在陈家坝病故，卒年50岁。 